# Harold Hamm

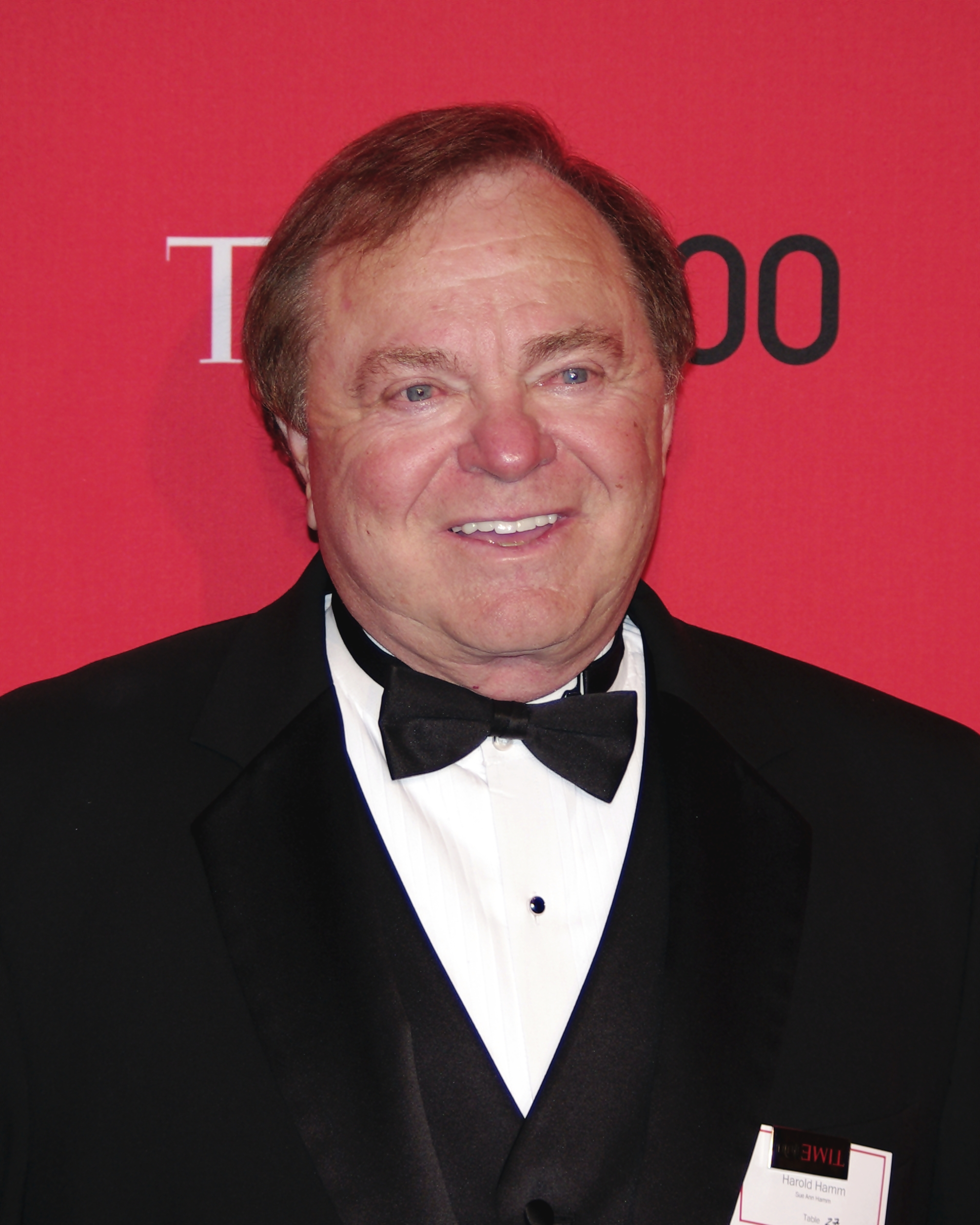
Harold Hamm, 2012

Harold Hamm (* 11. Dezember 1945 in Lexington, Oklahoma) ist ein US-amerikanischer Unternehmer.

## Leben
1967 gründete Hamm das Unternehmen Continental Resources, dessen Vorsitzender er gegenwärtig ist und das im Fracking tätig ist. 2012 ernannte ihn Mitt Romney, Präsidentschaftskandidat der Republikanischen Partei, zu seinem Energieberater. Nach Angaben des Forbes Magazine gehört Hamm zu den reichsten US-Amerikanern.
Hamm hat fünf Kinder aus zwei Ehen. Er wohnte mit seiner zweiten Familie in Enid, Oklahoma. Bei seiner zweiten Scheidung 2014 wurde er vom Gericht verpflichtet, seiner ehemaligen Frau fast eine Milliarde Dollar zu zahlen.